# ラシン92
ラシン92（仏: Racing 92）は、フランスのオー＝ド＝セーヌ県ナンテールに本拠地を置くラグビーユニオンクラブである。フランス国内リーグ最高峰のトップ14に所属。

## 概要
1892年に創設されたフランスでもっとも伝統あるクラブの1つ。
2017年11月、パリ西部近郊コロンブのスタッド・デパルトモンタル・イヴ＝デュ＝マノワールから、コロンブ隣接ナンテールのパリ・ラ・デファンス・アレナにメイングラウンドを移転した。

## 歴史

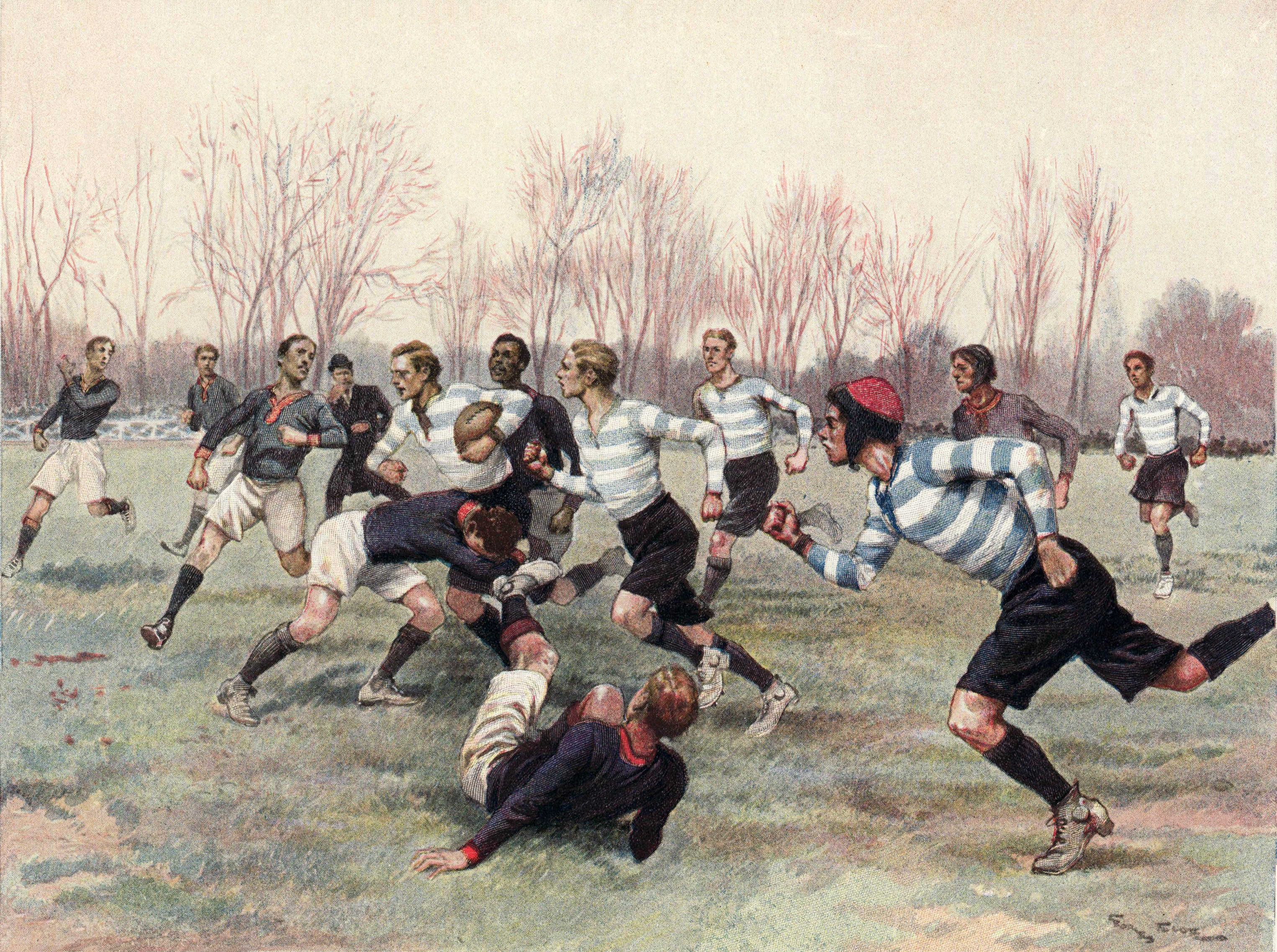
スタッド・フランセとの試合
(1890年代、G・スコット画)

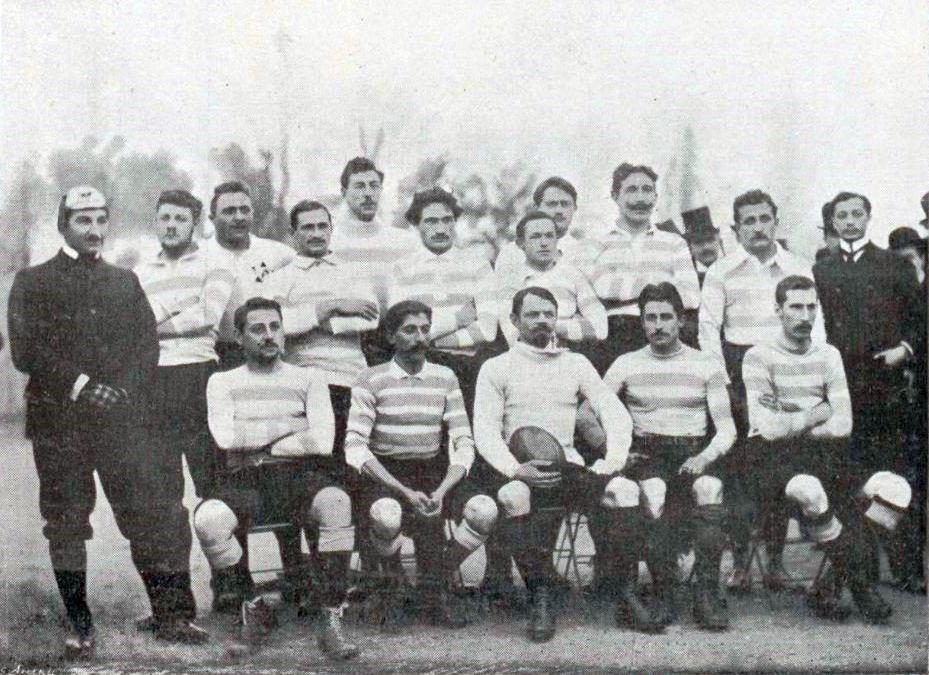
1899年のチーム

1890年、パリの総合型スポーツクラブ、ラシン・クラブ・ド・フランス (Racing Club de France)のラグビー部門として創設されたのがクラブの始まりである。1892年、ラシン・クラブはスタッド・フランセと対戦を行い、4対3で勝利を挙げた。この試合はフランスで初めての国内選手権とされており、のちのトップ14につながるものである。勝利したラシン・クラブにはブレニュス盾が贈られたが、この盾は以降毎年優勝したクラブに贈られるようになった（現在はレプリカが贈られている）。その後もラシン・クラブはスタッドフランセなどとともにフランスラグビー界を牽引する存在となった。
1990年、およそ30年ぶりにラシン・クラブは国内選手権優勝を果たした。しかし1995年、IRB(現ワールドラグビー)によって選手への報酬制限が撤廃されプロ化が行われたことによる影響をクラブは大きく受けることとなった。1995 - 1996年シーズンには2部リーグに降格し、1998年に1部リーグに復帰するも2000年には再び2部に降格し、低迷するシーズンが続いた。経営も悪化し、2001年にはラシン・クラブ・ド・フランスから分裂し、パリ交通公団 (RATP)が支援するUSメトロのラグビー部門と合併したことでクラブの名称がラシン・メトロ92 (Racing Métro 92)に変更された。
2006年、経営不振に陥っていたラシン・メトロ92を買い取ったのが不動産王として知られていたジャッキー・ロレンゼッティであった。ロレンゼッティは会長に就任すると、クラブを2年以内に1部（トップ14）に昇格させるという目標を設定する。資金力を手にしたラシン・メトロ92は元ニュージーランド代表のアンドリュー・マーティンズやアルゼンチン代表のアガスティン・ピチョットといった実績ある選手を獲得し、2009年、目標から1年遅れではあったがトップ14復帰を果たした。その後もフランソワ・ステイン（南アフリカ代表）、セバスチャン・シャバル（フランス代表）、フアン・マルティン・エルナンデス（アルゼンチン代表）などの選手と次々と契約し、フランスでも有数のビッグクラブとなっている。2015年に契約したダン・カーターの年俸は1億4000万ポンド（約2億5000万円）とされており、これはラグビー界史上最高金額である。
2014 - 2015年シーズン終了後、クラブの名称をラシン・メトロ92からラシン92に変更することが発表された。
2015 - 2016年シーズン、ヨーロピアンラグビーチャンピオンズカップで初めて決勝に進出したがイングランドのサラセンズに敗れ優勝を逃した。一方国内リーグのトップ14では決勝でRCトゥーロンを29対21で下し、1990年以来のタイトルを獲得した。2017 - 2018年はヨーロピアンラグビーチャンピオンズカップで決勝に進出したがアイルランドのレンスターに敗れた。

## タイトル

### 国内タイトル
- フランス選手権（現・トップ14）
  - 優勝 6回（1892, 1900, 1902, 1959, 1990, 2016）
  - 準優勝 7回（1893, 1898, 1912, 1920, 1950, 1957, 1987）

- フランス選手権（2部）（現・プロD2）
  - 優勝 3回（1926, 1998, 2009）

- クープ・ドゥ・レスペランス（Coupe de l'Espérance）
  - 優勝 1回（1918）

### 国際タイトル
- ヨーロピアンラグビーチャンピオンズカップ
  - 準優勝 3回（2016, 2018, 2020）

## スコッド
2024-25シーズンのスコッド（2024年9月現在）
| フッカー - カミーユ・シャ - ロビン・コーリー(Robin Couly) - ディエゴ・エスコバル - ジャンニック・タリット(Jannick Tarit) プロップ - デンバ・バンバ - エディー・ベン＝アルース - グラム・ゴギチャイシヴィリ - ギオルギ・カティアシヴィリ - ハッサネ・コリンガル - トーマス・ラクラヤット - トーマス・モウコロ(Thomas Moukoro) ロック - ボリス・パル - ウィル・ローランド - ロマン・タオフィフェヌア - キャメロン・ワキ | フランカー/No.8 - マクシム・ヴァウドンネ(Maxime Baudonne) - ハチヴァ・ダイマニ - イブラヒマ・ジャロ - ジョーダン・ジョセフ - ファビアン・サンコニエ スクラムハーフ - クロビス・ルベル - ノラン・ル・ガレック フライハーフ - オーウェン・ファレル - ダン・ランカスター - アントワーヌ・ギバート - トリスタン・テッダー(Tristan Tedder) | センター - アンリ・シャバンシー - ガエル・フィクー - サム・ジェームズ - チョスア・トゥイソヴァ ウイング - ビナヤ・ハボシ - ワメ・ナイトゥヴィ(Wame Naituvi) - ドノバン・タオフィフェヌア フルバック - ヘンリー・アランデル - ポール・ルメートル(Paul Leraitre) - マックス・スプリング |
| | | |
| 太字はキャップを持っている選手。はキャプテン。 | | |

## 歴代所属選手
- アガスティン・ピチョット(アルゼンチン代表)
- アンドリュー・マーティンズ(ニュージーランド代表)
- セバスチャン・シャバル(フランス代表)
- ダン・カーター(ニュージーランド代表)
- ニック・ベリー(ラグビーレフリー)
- マイク・タジャール(ポルトガル代表)
- レミー・タレス(フランス代表)
- ディミトリ・スザルゼウスキ(フランス代表)
- ヨハネス・クッツェー(ナミビア代表)
- ソアネ・トンガウィラ(トンガ代表)
- パトリック・ランビー(南アフリカ代表)
- ダン・リディエイト(ウェールズ代表)
- アドリアン・モトック(ルーマニア代表)
- ソナ・タウマロロ(トンガ代表)
- アンドレア・マジ(イタリア代表)
- トマス・ラバニーニ(アルゼンチン代表)
- ルーク・チャータリス(ウェールズ代表)
- マルティン・カストロジョヴァンニ(イタリア代表)
- フアン・マルティン・エルナンデス(アルゼンチン代表)
- ジェイミー・ロバーツ(ウェールズ代表)
- サキウサ・マタンディンゴ(フィジー代表)
- ソオタラ・ファアソオ(サモア代表)
- ファン・パブロ・オルランディ(アルゼンチン代表)
- ヴィリアム・アファティア(サモア代表)
- マイク・フィリップス(ウェールズ代表)
- フランソワ・ステイン(南アフリカ代表)
- アレクサンドル・デュムラン(フランス代表)
- センスス・ジョンストン(サモア代表)
- ヤニック・ニヤンガ(フランス代表)
- ジョシュ・マタビシ(フィジー代表)
- ドナカ・ライアン(アイルランド代表)
- ジョナサン・セクストン(アイルランド代表)
- レオネ・ナカラワ(フィジー代表)
- ベン・タメイフナ(トンガ代表)
- ベン・ヴォラヴォラ(フィジー代表)
- ブリス・デュラン(フランス代表)
- フランソワ・トゥラン＝デュック(フランス代表)
- エミリアノ・ボフェッリ(アルゼンチン代表)
- マキシム・マシェノー(フランス代表)
- テディ・トーマス(フランス代表)
- カートリー・ビール(オーストラリア代表)
- ヴィリミ・ヴァカタワ(フランス代表)
- セダーテ・ゴメス・サ(フランス代表)
- トレヴァー・ニャカニ(南アフリカ代表)
- バーナード・ルルー(フランス代表)
- ヴェンセスラス・ローレ(フランス代表)
- フィン・ラッセル(スコットランド代表)
- ベン・ヴォラヴォラ(フィジー代表)
- フアン・イモフ(アルゼンチン代表)
- ウォリック・ヘラント(南アフリカ代表)
- シヤ・コリシ(南アフリカ代表)